# Shriek If You Know What I Did Last Friday the Thirteenth
Shriek If You Know What I Did Last Friday the Thirteenth (cuya traducción sería Grita si sabes lo que hice el viernes 13 pasado, conocida en Latinoamérica como No es otra tonta película de miedo y en España como Me parece que aún sé lo que gritásteis el último viernes 13) es una película estadounidense del año 2000 directa a vídeo del género parodia dirigida por John Blanchard. La película tiene como protagonistas a Tiffani-Amber Thiessen, Tom Arnold, Coolio y Shirley Jones. Son parodiadas varias películas de terror adolescente de mediados de los 90, así como películas slasher de los 70 y 80, incluyendo la saga Scream (1996, 1997, y 2000), Friday the 13th (1980), Halloween (1978), A Nightmare on Elm Street (1984), y I Know What You Did Last Summer (1997), como otras películas que no son de terror y diversas series de televisión. Aunque hay varias parodias de películas,  el argumento se centra en Scream (1996). Suele ser comparada con Scary Movie.

## Argumento
Mientras está en su casa sola, la lerda estudiante Harvey "Screw" McAlister (Aimee Graham) es atacada por "El Asesino". Mientras es perseguida, Screw accidentalmente se electrocuta la cara. El asesino, decepcionado por no haber sido él la causa de su muerte, enciende un cigarrillo, incendiando su máscara de Jason Voorhees y convirtiéndola en la máscara de Ghostface. Al día siguiente, un alumno nuevo llamado Dawson Deery (Harley Cross) acude al Instituto Bullimia Falls, uniéndose al grupo de amigos que incluyen a Boner (Danny Strong), Slab (Simon Rex), Bárbara (Julie Benz) y Martina (Majandra Delfino), la cual le gusta a Dawson, aunque no está claro si es lesbiana. Mientras el grupo habla de la muerte de Screw, piensan que están seguros en el instituto, sin notar el caos que les rodea, incluyendo una bomba nuclear que es construida y el asesino que intenta asesinar a un estudiante.
El grupo se encuentra con la reportera de las noticias de EmpTV Hagitha Utslay (Tiffani-Amber Thiessen), quien está cubriendo una serie de asesinatos, tras haber escrito un super ventas sobre asesinatos en el que deja a Dawson como el asesino. Entonces conocen al hermano de Bárbara Doughy (Tom Arnold), un guardia de seguridad inepto quien recientemente perdió su trabajo patrullando un centro comercial y está trabajando para encontrar al asesino; aun así, cree que la muerte de Screw fue una broma Inofensiva. Mientras avanza el día, el alumnado va siendo asesinado. Mientras, en clase, cada uno del grupo recibe una carta del asesino, revelando que sabe un secreto sobre ellos. Cada uno del grupo recuerda un tiempo cuando conducían bebidos y atropellaron a un ciervo, antes de tirarlo al mar. Este acontecimiento lleva a cada uno a guardar sus propios secretos; Martina no dando a su abuela laxantes, Boner causando accidentalmente que su hermano sea ejecutado en prisión, Slab fumando las cenizas de su tío, y Bárbara tirando accidentalmente del "no tirar de la etiqueta" de un colchón. Entretanto, Hagitha y Doughy continuamente coquetean el uno con el otro. Dawson también recibe una carta, tras ser él quien fue atropellado mientras llevaba puesto un traje de ciervo.  El grupo decide que tendrían que pasar la noche en casa de Slab después de las clases. El asesino intenta asesinar al director (Coolio), pero este acaba accidentalmente electrocutado.
Por la noche, todo el mundo va a la fiesta en casa de Slab. Boner lleva a una chica inconsciente hasta un dormitorio para poder perder su virginidad. El asesino le ataca, pero Boner sufre un ataque de corazón antes de que el asesino le pueda asesinar. Bárbara es perseguida en el exterior por el asesino. Aun así, Bárbara padece una reacción alérgica a las picaduras de abeja antes de que el asesino le pueda matar. Cuando el resto de las personas de la fiesta se van, Martina hace un movimiento sobre Dawson, antes de encontrar a Slab con una sobredosis de esteroides, causándole que explote. Martina y Dawson son perseguidos por el asesino, mientras Hagitha y Doughy juegan al póquer cerca de la casa en vez de investigar los asesinatos. Martina y Dawson derrotan al asesino cuando Hagitha y Doughy llegan. El asesino es revelado como Hardy, el primo gemelo malvado de Doughy, a quien Doughy va a dejar escapar, pero Hagitha accidentalmente dispara a Hardy antes de dejar a Doughy por el chico de las pizzas. Martina, Dawson y Doughy dejan la casa, donde encuentran a Boner todavía vivo y finalmente pierde su virginidad con una enfermera. Mientras Martina y Dawson se van, reciben una llamada de un nuevo asesino.

## Reparto
- Julie Benz como Bárbara Primesuspect.
- Harley Cross como Dawson Deery.
- Majandra Delfino como Martina Martínez.
- Simon Rex como Slab O'Beef.
- Danny Strong como Boner.
- Coolio como administrador conocido formalmente como director.
- Aimee Graham como Screw Frombehind.
- Tiffani-Amber Thiessen as Hagitha Utslay.
- Tom Arnold como Doughy Primesuspect.
- Shirley Jones como Enfermera Kevorkian.
- Rose Marie como Mrs. Tingle
- David Herman como Mr. Lowelle
- Mink Stole como Madame La Tourneau.
- Tom Arnold como El Asesino.

## Parodias
La película presenta una variedad de parodias de los personajes:
- Hagitha Utslay: Parodia el personaje de Courteney Cox, Gale Weathers en Scream.
- Doughy Primesuspect: Parodia el personaje de David Arquette, Dewey Riley en Scream.
- Barbara Primesuspect: Parodia el personaje de Sarah Michelle Gellar, Helen Shivers en I Know What You Did Last Summer y el de Rose McGowan, Tatum Riley, en Scream.
- Dawson Deery: Parodia el personaje de James Van Der Beek, Dawson Leery en Dawson's Creek.
- Administrador conocido formalmente como director: una referencia al artista Prince.
- Screw Frombehind: Parodia el personaje de Drew Barrymore, Casey Becker en Scream.
- Enfermera Kevorkian: una referencia a Jack Kevorkian, conocido como el "Dr. Muerte".
- Mrs. Tingle: Parodia el personaje de Helen Mirren, Mrs. Eve Tingle en Secuestrando a la Señorita Tingle.
- El Asesino: Parodia el personaje de Ghostface en Scream.
- Chucky Ray: un estudiante que se asemeja al muñeco diabólico Chucky de Child's Play.
- Mr. Hasselhof, un profesor de natación: Parodia el personaje de David Hasselhoff, quien interpretó a Mitch Buchannon en Baywatch.

## Recepción
La película tuvo un 14% de revisiones positivas en Rotten Tomatoes, basadas en las revisiones de 7 críticos (6 negativas, 1 positiva).
Larry Getlen de Filmcritic.com dio a la película una revisión negativa, diciendo que lo "avanza sin un guión para seguirlo o un personaje para preocuparse de él" y con "sexo infantil y chistes tontos". Allmovie.com dio a la película 3½ de 5, declarando: " es sorprendentemente apacible, una parodia construida ingeniosamente, es una de las mejores del género sin un hermano Zucker o Jim Abrahams en los créditos."